# Nyíregyháza Tigers 2017
Questa voce raccoglie le informazioni riguardanti i Nyíregyháza Tigers nelle competizioni ufficiali della stagione 2017.

## Divízió II 2017

### Stagione regolare
| 1º aprile 2017 2ª giornata | Jászberény Wolverines | 8 – 29 | Nyíregyháza Tigers |  |

| 15 aprile 2017 4ª giornata | Nyíregyháza Tigers | 20 – 0 | Rebels Oldboys |  |

| 30 aprile 2017 6ª giornata | Nyíregyháza Tigers | 42 – 12 | Budapest Eagles 2 |  |

| 13 maggio 2017 7ª giornata | Debrecen Gladiators 2 | 0 – 35 | Nyíregyháza Tigers |  |

| 27 maggio 2017 9ª giornata | Dabas Sparks | 13 – 41 | Nyíregyháza Tigers |  |

### Playoff
| 18 giugno 2017 Quarti di finale | Nyíregyháza Tigers | 28 – 0 | Debrecen Gladiators 2 |  |

| 2 luglio 2017 Semifinale | Nyíregyháza Tigers | 26 – 0 | Szekszárd Bad Bones |  |

| 16 luglio 2017 Duna Bowl | Nyíregyháza Tigers | 14 – 7 | Szombathely Crushers |  |

## Statistiche di squadra
| Competizione      | %Vittorie | In casa | In casa | In casa | In casa | In casa | In casa | In trasferta | In trasferta | In trasferta | In trasferta | In trasferta | In trasferta | Totale | Totale | Totale | Totale | Totale | Totale |
| Competizione      | %Vittorie | G       | V       | N       | P       | Pf      | Ps      | G            | V            | N            | P            | Pf           | Ps           | G      | V      | N      | P      | Pf     | Ps     |
| ----------------- | --------- | ------- | ------- | ------- | ------- | ------- | ------- | ------------ | ------------ | ------------ | ------------ | ------------ | ------------ | ------ | ------ | ------ | ------ | ------ | ------ |
| Stagione regolare | 1.000     | 2       | 2       | 0       | 0       | 62      | 12      | 3            | 3            | 0            | 0            | 105          | 21           | 5      | 5      | 0      | 0      | 167    | 33     |
| Playoff           | 1.000     | 3       | 3       | 0       | 0       | 68      | 7       | 0            | 0            | 0            | 0            | 0            | 0            | 3      | 3      | 0      | 0      | 68     | 7      |
| Totale            | 1.000     | 5       | 5       | 0       | 0       | 130     | 19      | 3            | 3            | 0            | 0            | 105          | 21           | 8      | 8      | 0      | 0      | 235    | 40     |